# Jiangzhou
Jiangzhou léase Chiáng-Zhóu (en chino, 江州区; pinyin, Jiāngzhōu qū; literalmente, ‘la provincia del río’, en zhuang, Gyanghcouh gih) es un distrito urbano bajo la administración directa de la Prefectura Chongzuo en la Región autónoma de Guangxi, República Popular China. Su área es de 2917 km² y su población total para 2020 superó los 430 mil habitantes.

## Administración
Desde 2012, el distrito de Jiangzhou se divide en 11 pueblos que se administran en 3 subdistritos, 6 poblados y 2 villas.